# Stefan Egelhaaf
Stefan Ulrich Egelhaaf (* 17. Juni 1963 in Schaffhausen, Schweiz; † 22. November 2023) war ein Schweizer Physiker und Professor an der Heinrich-Heine-Universität Düsseldorf.

## Leben
Egelhaaf studierte Physik und Pharmazie an den Universitäten Tübingen und Kiel. Nach dem Physik-Diplom 1991 promovierte er 1995 an der ETH Zürich mit einer experimentellen Arbeit über die Aggregation von Molekülen in Lösungen. Nach einer dreijährigen Tätigkeit als Instrumentenwissenschaftler am Institut Laue-Langevin in Grenoble wechselte er 1998 an die University of Edinburgh, wo er vom Lecturer bis zum Professor aufstieg. 2004 nahm er eine Professur an der Heinrich-Heine-Universität Düsseldorf an, wo er bis zu seinem Tode Inhaber des Lehrstuhls für Physik der weichen Materie war.
Egelhaaf war in Düsseldorf bei verschiedenen Drittmittel-finanzierten, mehrjährigen Forschungsprojekten beteiligt, unter anderem als Teilprojektleiter im Transregio-Programm TRR 6: Physik von kolloidalen Dispersionen in äußeren Feldern (2005–2013) und in der DFG Forschergruppe FOR 1394: Nonlinear response to probe vitrification (2010–2016).

## Forschung
Egelhaafs Forschungsinteresse umfasste das gesamte Gebiet der weichen Materie, insbesondere Kolloiddispersionen, Mizellen und biologische Makromoleküle. Hierbei konzentrierte er sich vor allem auf die Untersuchung des Glasübergangs, der Gelbildung und von Kristallisationsprozessen unter äußeren Einflüssen, wozu er ein breites Spektrum experimenteller Methoden wie Licht- und Neutronenstreuung oder konfokale Mikroskopie nutzte. Wichtige Beispiele seiner Forschungsergebnisse sind die Entdeckung eines neuartigen Glaszustands in Kolloiden aus stark anziehenden Teilchen, der experimentelle Nachweis der Bildung molekularer Cluster in Proteinlösungen und Kolloid-Polymer-Mischungen und die Untersuchung der Diffusion kolloidaler Teilchen in fraktalen Strukturen.

## Veröffentlichungen
Zusammen mit verschiedenen Co-Autoren verfasste Egelhaaf mehr als 150 Artikel in internationalen wissenschaftlichen Fachzeitschriften und Büchern, darunter mehrere in Journalen mit hohem Impact-Faktor wie Physical Review Letters, Science und Nature Communications. Eine Liste seiner Veröffentlichungen findet man unter der ORCID 0000-0002-2574-3498. Seine meistzitierte Arbeit (mehr als 1000 Zitate) behandelt die Clusterbildung in Proteinlösungen und Kolloiden und erschien in dem angesehenen Fachjournal Nature.